# Temnelytra truncata
Temnelytra truncata är en kackerlacksart som först beskrevs av Brunner von Wattenwyl 1865.  Temnelytra truncata ingår i släktet Temnelytra och familjen storkackerlackor. Inga underarter finns listade i Catalogue of Life.